# Benedetto Croce
Benedetto Croce, italijanski filozof neoheglijanski idealist, umetnostni in literarni kritik ter antifašistični politik, * 25. februar 1866, Pescasseroli, Aquila, Italija, † 20. november 1952, Neapelj.
Velja za enega zadnjih predstavnikov paradigme heglijanskega idealizma in za radikalnega kritika empirizma in pozitivizma v znanostih. V politiki je nasprotoval Mussolinjevemu fašizmu. Benedetto Croce je bil hkrati filozof zgodovine in zgodovinar filozofije, arhivar zgodovinskega duha in pisec zgodovinopisnih knjig, ne le sociolog inteligence in pedagoški teoretik in praktik politike.
Croce se je odzival na vsa vprašanja časa in nanj odgovarjal s težo in vplivom, ki daleč presegata neposredni spomin in citiranje. Njegovo delo je bilo v italijanski kulturi, prav zaradi izvirnosti in globine njegovega filozofskega mišljenja, skozi petdeset let prevladujoče tako na področju specialističnih ved kot javnega mnenja.

## Življenjepis
Benedetto Croce se je rodil 25. februarja 1866 v Pescasseroliju, v italijanski provinci mesta Aquila, dežela Abruzzi, staršema Pasqualeju Croceju in Luisi Sipari Croce. Starši Benedetto Croceja so bili zelo strogi in katoliško konzervativni, veliki zemljiški posestniki, ki so podpirali tradicionalne institucije, z minimalnimi in postopnimi spremembami v družbi, sovražni do osebnosti risorgimenta ter zvesti vladarski družbi Burbonom. Pasquale Croce se je ukvarjal zgolj z administracijo družinske lastnine. Leta 1883, pri sedemnajstih letih, je v potresu v vasici Casamicciola na vulkanskem otoku Ischia, ki se nahaja blizu Neaplja, izgubil starše in sestro Marijo, njega pa so rešili ranjenega izpod ruševin. Po nesrečnem dogodku se je z bratom Alfonsom preselil v Rim k stricu Silviju Spaventi. Pri stricu je bilo okolje bistveno drugačno kot doma, saj so se v hiši strica zbirale osebnosti risorgimenta. Benedetto Croce je v Rimu začel študirati pravo, vendar pa se prav zaradi drugačne konzervativne vzgoje in načel, ni mogel vključiti v rimsko politično življenje.
1886 se je dvajsetletni Croce vrnil v Neapelj, kjer se je aktivno začel ukvarjati s filozofijo, zgodovino in drugimi humanističnimi vedami. Po vrnitvi v Neapelj v letu 1886 je v Neaplju tudi ostal in živel. Leta 1890 je bil Croce med ustanovitelji Društva za Nine Musi intelektualcev. Od leta 1893 do 1913 je bil v Neaplju v zvezi z Angelino Zampanelli (do njene smrti v letu 1913). Leta 1914 se Croce poroči v Torinu z Adelo Rossi s katero je imel pet otrok: edinega sina Giulia in štiri hčere Eleno, Aldo, Lidio in Silvio.
Croce je veliko potoval po Evropi, Španiji, Nemčiji, Franciji in Angliji. S kraljevim odlokom z dne 21.maja 1920 mu je bil podeljen s strani predsednika vlade Giolittija naziv "Plemeniti". 
Do smrti v letu 1952 je bil, med številnimi italijanskimi krizami in vojnami, aktiven tako na kulturnem kot na političnem prizorišču v Italiji.
Umrl je doma v naslanjaču star 86 let 20. novembra 1952 v Neaplju. Pokopan je slavnostno v družinski grobnici na pokopališču Poggioreale v Neaplju.

## Šolanje
Leta 1884 je, v času življenja pri stricu Silviu Spaventi v Rimu, pričel študirati pravo na Univerzi La Sapienzi, v Rimu, vendar pa prava nikoli ni doštudiral. Obiskoval je predavanja Antonia Labriola o Heglovi moralni filozofiji in kasneje o Karlu Marxu in marksizmu. Slednja predavanja oziroma spoznanja so se odražala v njegovih filozofskih delih. Okolje v Rimu mu, glede na konzervativno vzgojo ni preveč ustrezalo, zato se je leta 1886 vrnil v Neapelj in pričel s študijem zgodovine in umetnosti. Po objavi prvega pomembnejšega dela - spisa "La storia ridotta sotto il concetto generale dell' arte" se je Croce osredotočil v takratno problematiko zgodovine, na študij marksizma in ekonomije. Po štiriletnem študiju ekonomskih zakonitosti, ki je močno vplival na Crocejev sistem, se je vrnil na področje estetike in opustil ekonomijo. K tej vrnitvi je pripomogel tudi filozof Giovanni Gentile, s katerim sta si redno dopisovala v pismih od leta 1896 do 1899 in debatirala o problematiki, ki se je pojavila v začetnih spisih Croceja "La storia ridotta sotto il concetto generale dell' arte" in "La critica" (letteraria Questioni teoriche"). Filozofa sta si izmenjavala misli o identiteti estetike in lingvistike, o zvezi med estetiko in logiko in med ekonomijo in etiko, o izrazu in misli, dejanju in volji.

## Politično udejstvovanje
Med najvidnejšimi Crocejevimi političnimi funkcijami je potrebno omeniti funkcijo poslanca, senatorja in člana ustavodajne skupščine prve italijanske republike, ki je bil zakonodajni organ, ki so ga državljani novonastale Republike Italije izvolili na referendumu z dnem 2. junij 1946. 
Croce je kratek, a pomemben čas od 15. junija 1920 do 4. junija 1921 zasedel položaj Ministra za šolstvo Kraljevine Italije v zadnji vladi Giovannija Giolittija. Imenovanje Croceja za šolskega ministra je bilo daljnosežno inovativno dejanje za šolsko politiko in nasploh za politiko. Med svojim mandatom se je boril proti opoziciji socialistov in proti prikriti opoziciji ljudske stranke, ki je bila vedno pripravljena za napad. Na tej poti je, zaradi slabega poznavanja birokratizacije, naletel na kar nekaj težav, od številnih administrativnih kadrov, do študentskih nemirov in celo stavke uslužbencev ministrstva. V času ministrovanja je imel pomembne naloge. Potrebno je bilo ublažiti posledice vojne, ugoditi zahtevam uslužbencev in učiteljev po zvišanju plač, sprožiti korenito spremembo šolstva s pomembnimi in dolgoročnimi ukrepi, uvesti sistematizacijo "dodatnih" razredov in urediti reformo državnega izpita. Njegovo ministrovanje ni bilo v celoti uspešno. Crocejevo ministrsko izkušnjo hkrati prikazujejo kot uspeh (razvil je reformo javnega izobraževanja) in polom (tako na primer ni uspel z reformo državnega izpita). Croce je v obdobju od 1900 do 1914 in tudi kasneje sodeloval z Giustinom Fortunatom, kot nacionalni voditelj liberalno-demokratske kulture. Njuna naloga je bila inspiratorska vloga mlademu gibanju, ki je imel nalogo, da obnovi politično "vladanje" in življenje meščanskih strank. Croce je bil tudi predsednik italijanske liberalne stranke vse do 30 novembra 1947.
V času od 22. aprila 1944 do 27. julija 1944 (ko je odstopil) je zasedal položaj Ministra brez listnice v Kraljevini Italiji. Croce je bil tudi senator Kraljevine Italije v obdobju od 26. januarja 1910 do 25. junija 1946. Kot član parlamentarne skupine Nacionalne demokratske unije, liberalne stranke Italije je bil član Ustavne skupščine. Croce je na koncu zasedel politični položaj kot senator Italijanske Republike. Leta 1946 je v Neaplju ustanovil Italijanski inštitut za zgodovinske študije. V obdobju od 1949 do 1952 pa je bil tudi predsednik mednarodnega združenja PEN.

## Vloga
Croce je imel neizmeren intelektualen vpliv na ostale intelektualce in javno mnenje. S svojimi deli je sam obujal "mrtve" in pozabljene avtorje, tako, da jih je ponovno bral, jim skušal preko svojih del vdahniti življenje in jih s tem prenoviti v svoje sodobnike ter spodbujal natise njihovih del. Croce je bil zelo pripaden preteklosti, naj bo to v filozofiji, zgodovini ali umetnosti, saj ni dopuščal, da bi preteklost minila. Crocejeva filozofija kmalu po svojem nastanku prevzame vodilno vlogo v narodovi kulturi in veliko prispeva k njenemu razvoju in usmeritvi. Kot nasprotnik fašizma in pisec velikih zgodovinskih del je po I.svetovni vojni postal neke vrste narodov moralna vest, simbol in opora nasprotnikom režima. Vendar pa vpliv Croceja ni bil zgolj intelektualen, marveč tudi civilen - v kulturnem življenju po sami združitvi Italije. Kritiki Croceja so ga skupaj z Gentilijem obtožili, da sta odgovorna za italijanski provincializem in da sta ustvarila neoidealistično "diktaturo". Croce naj bi se, po tem, ko so ga v koncem zadnjega stoletja ponovno začeli obravnavati in preučevati, preveč oklepal vrednot svobode in civilizacije. Croce in Genitile sta bila dvajset let prijatelja in sodelavca, kasneje pa ju je ločila različna politična izbira, predvsem Genitilejevo opredeljevanje za fašizem in nasprotno Crocejevo trdno nasprotovanje fašizmu. Zaradi trdnega nasprotovanja fašizmu postane Croce še pred smrtjo leta 1952 intelektualna legenda.

## Dela

### Vsestranski Croce
Crocejev opus ustvarjanja obsega preko sto knjižnih publikacij in ogromno število člankov v najrazličnejših filozofskih revijah. Crocejevo delo se razteza od literarne kritike (kot na primer Ruzantejev realizem) do estetike, od logike do zgodovinopisja in od etike do politične teorije. Članki so objavljeni tudi v publikacijah s področja zgodovine in literarne kritike. V slovenski jezik je bila prevedena zgolj ena knjiga, ki obravnava zgodovinsko tematiko - Zgodovina Evrope v 19. stoletju, ki jo je prevedel leta 1934 Stanko Leben. Croce postavlja lastno filozofsko prepričanje na vrh zgodovinskega razvoja, čeprav ves čas zaradi kritike tudi dopušča možnost nadaljnjega zorenja misli. Croce je v pismu Vittoriu Enzu Alfieriju zapisal: " Danes filozof ne sme biti čisti filozof, temveč mora opravljati poklic in predvsem poklic človeka".
Delo Croceja delijo v tri obdobja: zgodovinski, literarni in dialog z marksizmom, filozofski v študiju filozofije duha ter zgodovinski.
Croce je od leta 1906 do leta 1950 pisal "dnevnik", v obliki "delovne knjižice", v kateri je zapisoval svoja opažanja zgodovinarja, filozofa in literarnega kritika. Z zapiski v dnevniku, na tisočih straneh rokopisa, si je Croce iz dneva v dan zapisoval svoje delo, z namenom, da bi se nadziral. Do leta 1925 so njegove beležke skoraj izključno sledile filozofskim, literarnim in zgodovinskim študijam, po tem pa je vedno bolj šlo za zapiske o političnih dogodkih ali razmišljanjih, ki so samega Croceja zaznamovali.

### Estetika in intuicija
Leta 1893 pod vplivom študija zgodovine in umetnosti Croce objavi svoje prvo filozofsko delo "La storia ridotta sotto il concetto generale dell' arte" in leto kasneje "La critica" (letteraria Questioni teoriche" ). S prvo pomembnejšo študijo La storia ridotta sotto il concetto generale dell' arte se Croce vključi v takratno evropsko, še posebno pa nemško debato o naravi zgodovine. Njegov zaključek je, da je zgodovina umetnost, saj ustvarjamo bodisi znanost bodisi ustvarjamo umetnost. Iz njegovega dela je mogoče zaključiti, da če zgodovina ni znanost, mora biti umetnost. Croce s slednjim delom - spisom prvič izrazi tudi svoje misli o estetiki. Zanimivo je, da Croce skoraj vse misli, ki jih podaja v tem delu, kasneje spremeni. Croce obdrži tradicionalno pozicijo De Sanctisa in Hegla in sprejme razlikovanje med različnimi umetnostmi, kot so likovna, glasbena, literarna itd. in zagovarja tezo, da ima umetnost za svoj cilj producirati lepoto. V svojem delu razlikuje med naravno in umetno lepoto. 
Po večletnem dopisovanju s filozofom Giovannijem Gentilejem Croce, ki že začrta svoj filozofski sistem, v katerem je estetika ena izmed oblik duha, leta 1900 (izid knjige je dve leti kasneje) pripravi knjigo Estetika kot znanost izraza in splošne lingvistike (Estetica come scienza dell'espressione e linguistica generale).
Spoznavna estetika je ravno v Crocejevih delih doživela eno najbolj energičnih in radikalnih uresničitev, ki v knjigi "Estetica come scienza dell' espressione e linguistica generale" in kasnejših delih izdela zapleten izviren nauk, v katerem odredi estetiki izredno pomembno mesto. Croce namreč izhaja iz postavke, da sta si intuicija (filozofsko izročilo jo šteje za obliko védenja, ki je v neposrednem odnosu s svojim predmetom) in izraz istovetna; s tem pa poveže v bistvu spoznavno sposobnost, kot je intuicija, z izrazom, ki ga filozofsko izročilo šteje za vnanji odsev časa. Po Crocejevem je intuicija sopomenka za umetnost, izraz pa prav tako enači z umetnostjo in je tako za Croceja intuicija brez izraza popolnoma nepredstavljiva.
Ker je Croce svojo pozicijo glede estetike v nadaljevanju spreminjal, zato pri njem govorimo o treh fazah: prva faza je "Estetica" (1902), spis "Problemi di estetica" (1910) in "Breviario (di estettica)" (1913); drugo fazo predstavljajo spisi "Il Ceraterre di totalita dell' espressione artistica" in "L' arte come creazione come fare" (v zbirki "Nuovi saggi di estetica" leta 1920) in tretjo fazo predstavlja knjiga "La Poesia" iz leta 1936. Ker je zmeda med poetiko in retoriko ustvarila zmedo med poezijo in literaturo (prozo) jo Croce obdela prav v "La Poesia". 
V Estetiki dvajsetega stoletja Croce pripisuje estetiki prvorazredno vlogo in se vrača v vlogo prvorazrednega avtorja, trdi, da prava filozofija ne priznava ne dejstev ne zgodovinskih pripetljajev. Ena glavnih tez Crocejeve estetike je identifikacija umetnosti in jezika, vsaj na kategorialni ravni.
Študija oziroma spis Čista intuicija in lirični značaj umetnosti (L' intuizzione pura e il carattero lirico dell'arte), spis,ki je prvič izšel v knjigi "Problemi di estetica e contributi alla storia dell' estetica italiana" - 1910, daje pomembno podlago razumevanju obnovljenega interesa. Umetnost je "čista intuicija", ker je brez vsakega intelektualnega elementa. Njena vsebina je čustvo (il sentimento). Intuicija je nezdružljivo povezana z ekspresijo, kar je Croceju sprva pomenila možnost, da v okvirih renesančnega humanizma in modernističnega razsvetljenstva oblikuje problem spoznavanja, pri tem pa ne dopusti pozitivizmu pravico do razsojanja, katera vrsta izraza edina ustreza resnici.

### Etika in ekonomija
Estetiki sledi Logika kot znanost čistega koncepta (Logica come scienza del concetto puro) iz leta 1905 in v letu 1909 Filozofija prakse. Ekonomika in etika. (Filosofia della practica. Economica ed etica.). V slednjem delu Croce obravnava ekonomijo in etiko. Croce daje velik pomen posameznikovi volji, kar predstavlja gospodarstvo, ki ima močan občutek za resničnost in impulze, ki urejajo človekovo življenje. V delu tudi zavzame stališče, da država nima filozofsko in moralno vrednost, saj je le preprosto združevanje posameznikov, v katerem so odnosi pravni ali politični. Etiko pa pojmuje kot izraz splošne volje, ki ustreza duhu. Po Croceju obstaja tako naravna kot formalna etika. Ta navedena dela izražajo duh estetike, logike, ekonomije in etike. Estetika in logika sta teoretični aktivnosti duha, ekonomija in etika pa praktični. Vendar pa je v vsaki sferi na drugačen način razumljen duh, tako v estetiki ustvarja intuicije, v logiki koncepte, v ekonomiji in etiki pa ustvarja sodbe o koristnem in dobrem.

### Filozofija
V Crocejevih delih ni mogoče zaznavati oz. iskati "splošnih filozofskih problemov", temveč je v njegovi predstavljeni filozofiji potrebno videti tisti problem oziroma niz problemov, ki so pomembni v danem trenutku, ki so bližji življenju in so hkrati njegov odraz. 
Crocejevo delo Filozof izraža glavne značilnosti po katerih se Crocejevo delovanje razlikuje od tradicionalnih filozofov. V delu Croce zavzema stališče, da filozofska misel ni razvoj misli iz druge misli, marveč kot misel zgodovinske resničnosti. S tem je bil Croce bližje intelektualcem anglosaksonskega sveta, ki so v svojih delih izražali zdrav razum, ki je bil podkrepljen z razmišljanjem in kritiko za reševanje moralnih in dejanskih problemov.
Ker noben sistem ni popoln, so filozofi radi kritizirali Crocejevo delo. Prav sodelovanje z Gentilejem, ko gre za dva filozofa istega časa, se kaže v njegovih delih v obdobju med drugo izdajo Crocejeve Logike (1909) in izidom Gentilejeve "Teoria generale dello spirito come atto puro" (1916). Gentile je nakazoval na težavnost združitve štirih oblik dejavnosti duha pri Croceju v eno razumno dejanje. Med oblikami duha gre pri Gentileju za logično povezavo, pri Croceju pa za kronološko. 
Crocejeva Estetika je med italijanskimi filozofi sprožila burne odzive, ker je v tem času v Italiji vladala bolj pozitivistična tendenca, Croce pa je napisal svojo filozofijo kot idealistično, kot reakcijo na pozitivistične tendence. Crocejeva filozofija ni bila popolnoma idealistična. Glavna pomanjkljivost je bila, da Croce ni presegel dualizma med objektom in subjektom, saj pri njegovi filozofiji umetnosti umetnik še vedno producira objekt, ki se nahaja izven njega.
Po izidu Logike (1905) so se očitki italijanskih heglovcev na dela Croceja povečali, zato je Croce začel s študijem Hegla, saj je imel pomanjkljivo znanje o Heglovem idelaizmu. Svoj napredek in študij pokaže v delu Indagini su Hegel e schiarimenti filosofici. Še vedno pa se v njegovem delu kaže dualizem med objektom in subjektom, saj se njegov subjekt še vedno ne združi popolnoma z objektom, čeprav sta ujeta skupaj. V enem od naslednjih spisov Croce ukine zagovarjani dualizem.

### Croce literarni kritik
Croce razdeli oz. klasificira literaturo na štiri skupine, tako prva zajema dela, katerih vsebina je čustvo, ki je olepšano in literarno obdelano. Prav ta prva skupina je tudi najbolj podobna poeziji, vendar pa je med njima razlika, saj je v literaturi čustvo le čustvo do individualnega in se nikoli ne dvigne na raven čustva do človeštva. Druga skupina so literarna dela z govorniški motivi. Croce sem uvršča vse tekste, ki propagirajo ideje, demonstrirajo tezo ali rešujejo probleme. V to skupino uvrščamo drame, novele, pesmi itd. s političnim in socialnim ali domoljubnim namenom. Med tretjo skupino uvrščamo dela za zabavo (grozljivke, srhljivke, ljubezenske romane, humoreske, policijske romane). Poučna literatura, ki se širi od filozofije do znanstvenih traktatov, zgodovine, sociologije, medicine itd. spada v zadnjo četrto skupino literature.
Croce je zaupal Giovanniju Laterzi, ki je po posvetu s Crocejem konec decembra 1901 ustanovil založniško hišo, v januarju 1903 izdajanje svoje revije "La Critica", kasneje pa še vsa svoja dela. Njuno sodelovanje preko založniške hiše, kjer je Croce objavljal številna dela, je trajalo štirideset let in se je po smrti Laterze nadaljevalo z njegovimi nasledniki v vodstvu založniške hiše.
S prvimi teksti o marksizmu, z velikim uspehom Estetike, z ustanovitvijo revije "La Critica" in z izidom ostalih zvezkov sistema ("La Filosofia della Pratica" in "La Logica") Croce postane ne le znan italijanski učenjak, marveč navdihovalec večine tistega, kar so v Italiji izdajali s področja filozofije, literature in zgodovine.

### Croce kot zgodovinar
Croce ni bil le filozof, ampak tudi kot omenjeno zgodovinar in literarni kritik. Croce je v Literarni kritiki (1894) in kasneje v Estetiki skušal rešiti problem sodbe, ki si ga kritika postavlja. Pri tem gre za dve tendenci, historizem in estetizem, Croce pa je problem rešil s sintezo obeh, saj so po njegovem zgodovinske informacije, ki omogočajo podoživljanje podob in čustev, ki so prisotna v delu, nujne za razumevanje umetniškega dela, Tako je po Crocejevem prvi korak kritike filološki in zgodovinski, ki ponudi vse pojasnitve teksta in zgodovinske informacije, ki so nujne za razumevanje dela, v drugem koraku pa potem nastopi okus, ki poustvari in uživa umetniško delo.
Kot nasprotnik fašizma zapiše velika dela o zgodovini:  Zgodovina Italije v 19. stoletju (Storia d' Italia nel secolo decimonono), Zgodovina Evrope v 19. stoletju (Storia d' Europa nel secolo decimonono) in Zgodovina italijanskega baroka. Prav Zgodovina Evrope v 19. stoletju označuje Croceja kot največjega sodobnega italijanskega filozofa slovenskemu razumništvu. Croce je v Zgodovini Evrope v 19. stoletju podvrgel kritičnemu razglabljanju vse važnejše dogodke, pojave in idejne struje prejšnjega stoletja, da bi dobil jedro problema tega veka. Odkril jo je v pojavu, ki najbolj označuje omenjeno dobo, čeprav ni njena iznajdba in last. Ta pojav je svoboda. Knjiga Zgodovina Evrope v 19. stoletju ni običajna šolska knjiga, saj se bolj kot zgodovinsko dogajanje v njej kažejo psihološke, ideološke, religiozne, filozofske in znanstvene reakcije in akcije, ki nastajajo v zvezi s političnimi, socialno-ekonomskimi in tehničnimi spremembami tega usodno važnega stoletja. Zgodovina Evrope ni le zgodovina liberalizma, marveč tudi njegova obramba, zagovor. Croceja zanima širjenje "svobodeveroizpovedi" in konflikti, ki jih je vzbujalo to gibanje, sile, ki so se sproščale pod njegovim vplivom in dognanja, s katerimi je to značilno "verstvo" 19. stoletja osvetlilo nadaljnjo pot človeštva k njegovi izpopolnitvi in sreči. Zgodovina Evrope je razdeljena v deset obsežnih poglavij in tako v prvem razpravlja o svobodi kot verstvu tega stoletja, v drugem o religioznih verstvih, ki so nasprotovali veri in svobodi, v tretjem bleščeče karakterizira romantizem in njegovo mesto v duhovni vsebini 19. stoletja, v četrtem poglavju je opisana doba restavracije absolutizma od 1815 do 1830, v naslednjem poglavju je govora o napredku liberalnega gibanja v letih 1830 do 1847, šesto poglavje označuje obdobje liberalno-nacionalne in demokratsko-socialne revolucije v letih 1848 do 1851, v naslednjem so predstavljeni pojavi v letih 1851 do 1870, v obdobju, ko je v Italiji liberalno-nacionalno gibanje preplavilo Evropo. Ker je leto 1870 izjemno pomembno, ko Evropa doživi triumf nacionalno-liberalnega duha, ko pride do zedinjenja Nemčije, mu Croce nameni celotno osmo poglavje. Liberalno dobo v letih od 1871 do 1914 predstavi v devetem poglavju in v desetem zadnjem poglavju Croce govori o razvoju mednarodne politike, o aktivizmu in o pripravah na svetovno vojno. Knjigo zaključuje z epilogom, v katerem Croce oriše svoje poglede na evropski položaj po svetovni vojni.
Croce je veliki opazovalec in hkrati zagovornik svobode. Croce smatra, da bo svoboda imela v vseh časih visoko ceno za človeka, če ne bo hotel biti samo glava v čredi. Za osnovni problem človeškega sožitja, ki je problem svobode, je nujna liberalna vladavina. Prav tako poudarja ogromno vrednost individualne svobode za razvoj človeštva kot naravne protiuteži proti nevarnosti, ki ji je izpostavljena vsaka človeška civilna vladavina in se lahko izrodi v neznosen absolutizem. Crocejevo stališče za čas prve svetovne vojne je nevtralno in tudi za čas vojne v svojih delih prikazuje, kateri intelektualni in moralni, s tem pa tudi socialni interesi tudi danes prevladujejo v njegovem filozofskem in literarnem delovanju. Croce je ta svoj pogled tem času predstavil v knjigi Vojne strani (Italija od leta 1914 do 1918, objavljeno v Laterzi). Croce vidi v trenutku miru trenutek vojne, v momentu vojne pa ta isti mir, hkrati pa se bori, da ne bi bile nikoli uničene možnosti posredovanja med tema momentoma. Po vojni nastopi mir in slednji pripelje do drugih skupin vladajočih in mislečih, kot so obstojale pred samo vojno. Po Crocejevem morajo biti intelektualci tisti, ki vladajo, in ne tisti katerim drugi vladajo, oni ustvarjajo ideologijo, da lahko drugim vladajo. S tem Croce zastopa stališče, da velika politika vlada mali.

### Crocejev odnos do religije v povezavi s filozofijo
Po letu 1920 se je Croce pričel zanimati za področje zgodovinopisja in politične publicistike, kar se je odražalo na njegovi odprtosti do materiala, ki je prihajal iz Francije in Velike Britanije. Velik pomen za razumevanje Crocejevih del v zgodovini italijanske kulture je njegov odnos do religije oz. vere. Za Croceja je vera koncepcija realnosti z moralo, ki odgovarja tej koncepciji, prikazana v mitološki obliki. Religija je zato vsaka filozofija, vsak pogled na svet, če je postal ta pogled "vera" razumljena kot spodbuda za samo ukrepanje. Croce pa je vendarle zelo previden do tradicionalne religije. Največji odmik od tradicionalne vere je zavzel v IV. poglavju Fragmenti etike, v Religiji in duševnem miru (1916 oz. 1917). Crocejevo filozofijo so proučevali člani katoliške neosholastične skupine, saj je dejansko Croce reformator religije, saj mu uspe ločitev intelektualcev od krščanstva.
Ob predstavitvi njegovega širokega filozofskega delovanja, predvsem tudi teorijo umetnosti in ostalih elementov njegove filozofije, pa je potrebno zaradi boljšega razumevanja njegovega filozofskega sistema poznati tudi zgodovinski pregled dogajanj v Italiji in Evropi, ki so zaznamovala Crocejeva dela. Znana je Crocejeva teza, da se umetnika oziroma filozofa, ne more obravnavati, ne da bi ga uvrstili v njegov čas. Croce, ki je živel od 1866 do 1952 je doživel najbolj dramatične trenutke italijanske civilizacije, to je čas pred prvo svetovno vojno, po njej in začetek druge svetovne vojne. Vsa ta dogajanja v Italiji in svetu so se odražala v njegovi misli in njegovih delih. Ob nastopu I. svetovne vojne in z nastankom Crocejeve avtonomne politične misli se izoblikuje nova Crocejeva filozofija, "ki se vedno bolj usmerja na etične pogoje, ki omogočajo filozofijo". 
Croce je v začetku svetovne vojne pisal tudi duhovno avtobiografijo. V slednji Croce vidi višek filozofiranja v premagovanju začasnih likov "teorije" in se hoče posvetiti razmišljanju o konkretnih silnicah zgodovine. Croce v času prve svetovne vojne med filozofskima položajema nevtralizmom in intervencionalizmom, se obrne k prvemu skupaj z liberalnimi stališči.

### Politika in Crocejeva razmišljanja o državi
V zadnjih Crocejevih duhovnih delih so znana dela o politiki. Croce v delu Etika in politika govori o "državi" in kje jo je mogoče najti. Tako je v zvezi z državo pomemben Crocejev izrek, da države ni potrebno vedno iskati oz. nanjo gledati kot na družbeno ustanovo, saj jo je mogoče najti tudi v revolucionarnih strankah. Lahko se resnično zgodi, da politično in moralno upravljanje ozemlja v določenem trenutku ne izvršuje zakonita oblast, temveč neka "privatna " stranka, pa tudi neka revolucionarna stranka. Prav ta izrek je po mnenju nekaterih pomemben za razumevanje Crocejeve zgodovine in politike.
V njegovi Politiki je prepoznati vse značilnosti Crocejeve filozofije duha, kateri je bil zvest ves čas od začetkov svojega delovanja. Po Croceju politično dejavnost vodi smoter koristnosti, ki pa sam po sebi ni ne moralen ali imoralen, marveč a-moralen.
Čeprav se je Croce politično udejstvoval, pa nikoli ni bil podpornik kakšne (organizirane) politične stranke. Crocejev esej Kultura in moralno življenje, objavljen v Uniti, predstavlja njegovo videnje glede političnih gibanj, strank in njihovih programov, ki po njegovem mnenju ne morejo biti trajni, dogmatski programi, marveč je potrebno težiti k temu, da v vsakem obdobju rešuje tekoče, aktualne politične probleme. V slednjem delu Croce trdi, da kljub svoji naravi demokratskim tendencam (saj filozof ne more biti ne demokrat). Croce ni prebavljal demokracije, dokler ta ni dobila primesi filozofije prakse, ki je kot je poznano, ki je prepletena z nemško klasično filozofijo. Za čas vojne je Croce trdil, da je to vojna filozofije prakse.
Croce v biografiji Življenjepis Alessandra Caracciola (Vite di avventure di fede e di passione), markiza di Vica opisuje življenje neapeljskega gospoda, ki se je spreobrnil v kalvinizem in opustil vse svoje dobrine, družino in časti, ki so mu pripadale na dvoru Karla V., da bi sledil svoji veri in zaživel novo življenje v reformirani Ženevi. Croce sebi pripisuje enako grenko usodo, kot je tista, ki je zaznamovala in zlomila življenje markiza di Vica tj. neizmerna zvestoba svojim idejam in tudi morebitne posledice te zvestobe, kot so izgon, zapustitev domovine in odpoved ljubezni.

## Izbrana dela
Spodaj so prikazana le najpomembnejša dela Benedetta Croceja. Croce je sodeloval pri številnih člankih na različne teme, ki so bili objavljeni v različnih časopisih in italijanskih in tujih revijah (Maria Panetta, Sedemdeset let Borbenost: Benedetto Croce).
- La storia ridotta sotto il concetto generale dell' arte (1893)

- La critica letteraria Questioni teoriche (1894)

- Estetica come scienza dell'espressione e linguistica generale - Estetika kot znanost izraza in splošne lingvistike (1902)

- Logica come scienza del concetto puro - Logika kot znanost čistega koncepta (1905)

- Filosofia della practica. Economica ed etica - Filozofija prakse. Ekonomika in etika (1909)

- Teoria e storia della storiografia - Teorija in zgodovina zgodovinopisja

- La filosofia di Giambattista Vico - Filozofija Giambattista Vico

- Problemi di estetica e contributi alla storia dell' estetica italiana (1910) - v okviru tega spis Čista intuicija in lirični značaj umetnosti

- Breviario di estettica (1913)

- IL Ceraterre di totalita dell' espressione artistica

- L' arte come creazione e la creazione come fare (v zbirki Nuovi saggi di estetica leta 1920)

- Materialismo storico ed economia marxistica - Zgodovinski materializem in marksistična ekonomija

- Nouvi saggi di estetica

- La Poesia. Introduzione alla critica e storia della poesia e della letteratura (1936) - Poezija, Uvod v kritiko in zgodovino poezije in književnosti

- II carattera della filosofia moderna

- Storia d' Italia dal 1871 al 1915 - Zgodovina Italije od 1871 do 1915

- Storia dell'eta barocca in Italia - Zgodovina baroka Italije

- Storia d' Europa nel secolo decimonono - Zgodovina Evrope v 19. stoletju

- De officiis

- Vite di avventure di fede e di passione - Življenjepis Alessandra Caracciola,markiza di Vica

- L'italia dal 1914 al 1918. Pagine sulla guerra - Italija od 1914 do 1918.Vojne strani (esej)

- Storia del Regno di Napoli - Zgodovina Kraljevine Neaplja

- Cultura e vita morale - Kultura in moralno življenje

- Pagine sparse

- Nuove pagine sparse

- Terza pagine sparse

- Scritti e discorsi politici

- Frammenti di eita - Fragmenti etike (Religija in duševni mir)

- Filosofia e storiografia - Filozofija in zgodovinopisje

- Etica e politica - Etika in politika

- La rivoluzione napoletana del 1799- Napolitantska revolucija leta 1799

- Goethe

- La Realismo di Ruzante

- Indagini su Hegel e schiarimenti filosofici- Heglov esej, ki mu sledijo drugi spisi o zgodovini filozofije

- Ariosto, Shakespeare e Corneille

- La letteratura della nuova Italia - Literatura nove Italije

- La poesia di Dante - Dantejeva poezija

- Poesia e non poesia - Poezija in ne poezija.